# Спинкс, Теренс
Теренс «Терри» Джордж Спинкс (англ. Terence "Terry" George Spinks; 28 февраля 1938, Лондон, Великобритания — 26 апреля 2012, Эссекс, Великобритания) — британский боксёр, чемпион Игр в Мельбурне (1956) во 2-м наилегчайшем весе.
Начал заниматься в лондонском боксёрском клубе Вест-Хэм. Провел около 200 любительских боев. В 1956 году выиграл национальный любительский чемпионат в наилегчайшем весе. В 18 лет стал одним из самых молодых олимпийских чемпионов, завоевав олимпийское золото на олимпиаде в Мельбурне (1956), победив в финале весовой категории до 48 кг румына Мирчу Добреску.
В 1957 году начал профессиональную карьеру. На профессиональном ринге он провёл 49 боев, выиграв из них 41. В 1960 году выиграл титул британского чемпиона в полулёгком весе. После завершения боксёрской карьеры занимался тренерской деятельностью. В 1972 году являлся старшим тренером сборной Южной Кореи, став одним из свидетелей теракта в Олимпийской деревне.
В 2002 году стал Кавалером Ордена Британской империи.